# ファビュラス・フリーバーズ
ザ・ファビュラス・フリーバーズ（The Fabulous Freebirds）は、1980年代を中心にアメリカ合衆国で活躍したプロレスラーのタッグチーム・ユニット。チーム名はサザン・ロック・バンド、レーナード・スキナードの "Free Bird" から付けられており、初期は入場テーマにも同曲を使用していた（1984年より、リーダーのマイケル・ヘイズ本人が歌うオリジナル曲 "Badstreet USA" に変更）。
ジョージアやテキサスなど南部エリアを主戦場に、主にヒールのユニットとして活動。ロックンロール・エクスプレス、ミッドナイト・エクスプレス、ロード・ウォリアーズらと共に、1980年代のアメリカ・マット界のタッグ戦線を席巻した。

## メンバー
（　）内は在籍期間。
- マイケル "P.S." ヘイズ（Michael "P.S." Hayes）（1979年 - 1992年）
- テリー "バンバン" ゴディ（Terry "Bam Bam" Gordy）（1979年 - 1988年）
- バディ "ジャック" ロバーツ（Buddy "Jack" Roberts）（1980年 - 1988年）
- ジミー "ジャム" ガービン（Jimmy "Jam" Garvin）（1989年 - 1992年）

## 来歴

### 第1期
1978年末、マイケル・ヘイズとテリー・ゴディによりテネシーのNWAミッドアメリカ地区（後のCWA）にて結成される。翌1979年よりタッグチームとしての本格的な活動を開始し、ボビー・イートン&ジョージ・グラス、ジプシー・ジョー&トム・レネスト・ジュニアなどのチームとミッドアメリカ・タッグ王座を争った。同年11月からはビル・ワット主宰のMSWAに登場、12月7日にワット&バック・ロブレイ、翌1980年3月22日にテッド・デビアス&ポール・オーンドーフからミッドサウス・タッグ王座を奪取した。
1980年10月からはジム・バーネット主宰のジョージア・チャンピオンシップ・レスリングへと転戦。ジョージアでは1981年に一時的に仲間割れを起こし、ヘイズはデビアスやトミー・リッチ、ゴディはジミー・スヌーカをパートナーに対決したこともあるが、ミスター・レスリング1号&2号、ビッグ・ジョン・スタッド&スーパー・デストロイヤー、ワイルド・サモアンズなどのチームを相手にタッグタイトルを争い、新進気鋭の若手ヒール・コンビとして日本でも注目を集めた。

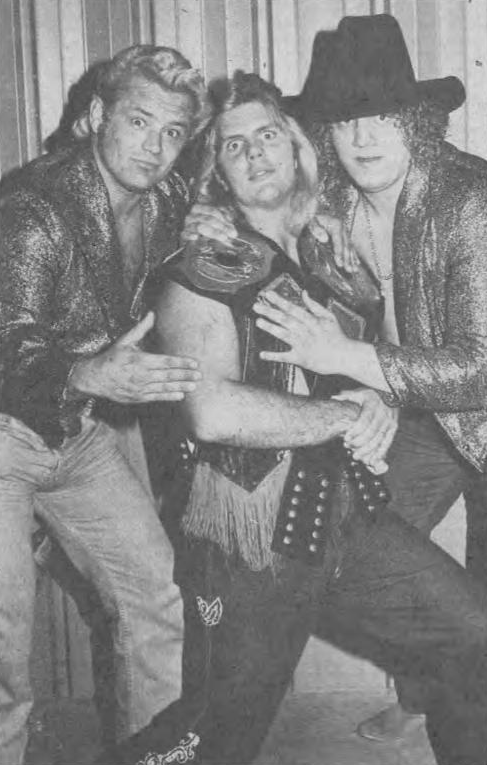
左からロバーツ、ヘイズ、ゴディ（1981年）

1982年10月より、フリッツ・フォン・エリックの牛耳るテキサス州ダラスのWCCWに参戦。MSWAでヘイズの負傷欠場中にゴディのパートナーを務め、ジョージアでも共闘したバディ・ロバーツも正式メンバーとなり、トリオのユニットとして活動する。ロバーツは1970年代にジェリー・ブラウンとのハリウッド・ブロンズで活躍したベテラン。ヘイズとゴディは金髪のヒール・ユニットというフリーバーズのキャラクター・コンセプトにおいて、彼らやブロンド・ボンバーズ（レイ・スティーブンス&パット・パターソン）、バリアント・ブラザーズ（ジミー・バリアント&ジョニー・バリアント）などを手本としていた。
天才的なマイク・パフォーマーのリーダー格ヘイズ、ラフ&パワーファイターの巨漢ゴディ、そして百戦錬磨の試合巧者ロバーツと、3者がそれぞれの持ち味を相互補完的に活かすことでタッグマッチの醍醐味を最大化させたフリーバーズは、ビジュアル面で恵まれていたこともあり、絶大なヒール人気を獲得。WCCWでのフォン・エリック兄弟（ケビン、デビッド、ケリー）との抗争は同団体のドル箱カードとなり、1980年代を代表するタッグチーム・ユニットとしてアメリカン・プロレス史にその名を残すことになる。
また、王座戴冠時のチャンピオン・シップは3者共有のものとし、タイトルマッチには3人のうち、どの組み合わせで出場しても認められるという通称フリーバード・ルール（The Freebird Rule）も確立。後にNWAのラシアンズ（イワン・コロフ、ニキタ・コロフ、クラッシャー・クルスチェフ）、WWFのデモリッション（アックス、スマッシュ、クラッシュ）、WCWのウルフパック（ケビン・ナッシュ、スコット・ホール、シックス）、TNAの3ライブ・クルー（ロン・キリングス、B・G・ジェイムズ、コナン）など数々のユニットが、このルールを継承した。
1984年には、1月にヘイズ&ゴディ、10月にロバーツを交えたトリオで全日本プロレスに来日。1月20日に後楽園ホールにてジャイアント馬場&ジャンボ鶴田、10月16日には富山市体育館にて鶴田&天龍源一郎が保持していたインターナショナル・タッグ王座に、それぞれヘイズ&ゴディのコンビで挑戦している。後者は、前月にブルーザー・ブロディ&クラッシャー・ブラックウェルを破って同王座を獲得した鶴龍コンビの初防衛戦でもあった。
また、この間にはビンス・マクマホン・ジュニアの新体制下で全米侵攻を始めたWWFとも契約。シンディ・ローパーとデビッド・ウルフ（ローパーのマネージャー）をエスコート役にベビーフェイスとして売り出され、8月25日にはニューヨークのマディソン・スクエア・ガーデンにも登場した。ザ・ムーンドッグス（レックス&スポット）、ケン・パテラ、カウボーイ・ボブ・オートン、アイアン・マイク・シャープ、アレックス・スミルノフ、ジェリー・バリアント、レネ・グレイ、ブッチャー・バションらのチームと対戦したが、3者をシングルプレイヤーとして切り離そうとしたWWF側と衝突し、短期間で離脱している。
その後はWCCWに戻り、1985年はバーン・ガニアやジム・クロケット・ジュニアらが共同で立ち上げたWWFの対抗勢力 "Pro Wrestling USA" の主力ヒールとして各団体にスポット参戦。古巣のCWAでは8月5日にメンフィスのミッドサウス・コロシアムにてジェリー・ローラー&オースチン・アイドルの頂上コンビと対戦。9月28日にはシカゴのコミスキー・パークで行われたAWAのビッグイベント "SuperClash" に出場して、ロード・ウォリアーズのAWA世界タッグ王座に挑戦した。この試合では、ウォリアーズに対抗して顔面に南軍旗のペイントを施していた。
1987年、ヘイズが単独でベビーフェイスに転向。ゴディとロバーツは黒人レスラーのアイスマン・キング・パーソンズを引き入れブラックバーズ（The Blackbirds）を結成、フォン・エリック兄弟と共闘するヘイズと因縁の抗争を展開した後、1988年をもってオリジナル・フリーバーズは解散。ゴディは日本マットを主戦場とし、ロバーツは現役を引退。ヘイズはジム・クロケット・プロモーションズから移行して間もない黎明期のWCWに移籍した。

### 第2期
WCW移籍後の1989年、ヘイズはダラスWCCW時代からの盟友ジミー・ガービンを「第4のフリーバード」として新パートナーに起用しフリーバーズを再編。6月14日にはトーナメントの決勝でボビー・イートンとスタン・レーンのミッドナイト・エクスプレスを破り、旧ミッドアトランティック版のNWA世界タッグ王座を獲得した。ゴディも日本遠征の合間を縫って新生フリーバーズに一時再加入し、7月23日の『グレート・アメリカン・バッシュ』にて行われた時間差金網デスマッチ「ウォー・ゲーム」に出場している。
以降もヘイズとガービンのコンビで活動を続け、ロックンロール・エクスプレス（リッキー・モートン&ロバート・ギブソン）やスタイナー・ブラザーズ（リック・スタイナー&スコット・スタイナー）とも抗争。1991年2月24日にはドゥーム（ロン・シモンズ&ブッチ・リード）を破り、第2代WCW世界タッグ王者チームにもなっている。また、架空のロックバンドという設定のもと、ローディーを自称するマネージャーのビッグ・ダディ・ディンクや、サポート・メンバーである覆面レスラーのバッドストリートなどの準構成員や取り巻きを従えていた。
1992年はグレッグ・バレンタイン&テリー・テイラー、ディック・スレーター&ザ・バーバリアンなどのチームとUSタッグ王座を争ったが、ガービンのWCW離脱で同年に第2期フリーバーズも解散。ヘイズも負傷のために現役を引退し、WWFでカラー・コメンテーター兼任のクリエイティブ・ライターに転身した。
その後1994年、古巣ダラスの新団体GWFにおいて、ゴディとガービンのコンビでフリーバーズが復活。同年6月3日、ブラック・バート&ジョニー・ホークを破りGWFタッグ王座を獲得した。
また、2001年8月11日に行われたゴディのトリビュート・イベント "Terry Gordy Memorial Show" では、ヘイズがゴディの息子レイ・ゴディとタッグを組み、一夜限りの新生フリーバーズを実現させている。
2016年、ヘイズ、ゴディ、ロバーツ、ガービンの4人でWWE殿堂に迎えられた。4月2日、かつての主戦場であるテキサス州ダラスのアメリカン・エアラインズ・センターにて行われた殿堂入り式典にはヘイズとガービンが出席し、トリオのタッグチーム・ユニットとしてフリーバード・ルールを受け継ぐニュー・デイ（ビッグ・E、コフィ・キングストン、エグザビアー・ウッズ）がインダクターを務めた。

## 獲得タイトル
NWAミッドアメリカ
- NWAミッドアメリカ・タッグ王座：2回（ヘイズ&ゴディ）[5]

ミッドサウス・レスリング・アソシエーション
- ミッドサウス・タッグ王座：3回（ヘイズ&ゴディ×2、ゴディ&ロバーツ）[7]

ジョージア・チャンピオンシップ・レスリング
- NWAジョージア・タッグ王座：1回（ヘイズ&ゴディ）[10]
- NWAナショナル・タッグ王座：3回（ヘイズ&ゴディ）[11]

ワールド・クラス・チャンピオンシップ・レスリング
- NWAアメリカン・タッグ王座：1回（ヘイズ&ゴディ）[38]
- NWA世界6人タッグ王座（テキサス版）：5回（ヘイズ&ゴディ&ロバーツ）[39]

ワールド・チャンピオンシップ・レスリング
- NWA世界タッグ王座（旧ミッドアトランティック版）：1回（ヘイズ&ガービン）[28]
- WCW世界タッグ王座：1回（ヘイズ&ガービン）[30]
- WCW世界6人タッグ王座：1回（ヘイズ&ガービン&バッドストリート）[40]
- WCW USタッグ王座：2回（ヘイズ&ガービン）[32]

グローバル・レスリング・フェデレーション
- GWFタッグ王座：1回（ゴディ&ガービン）[34]

ワールド・レスリング・エンターテインメント
- WWE殿堂：2016年度（ヘイズ、ゴディ、ロバーツ、ガービン）[36]

## 合体攻撃
- ショルダー・スルー＋パワーボム
  - ヘイズがショルダー・スルーで投げた相手をゴディがキャッチしてパワーボムを放つ。

## 関連人物
- ケビン・フォン・エリック（WCCW時代の抗争相手）
- デビッド・フォン・エリック（同）
- ケリー・フォン・エリック（同）
- ブルーザー・ブロディ（同）
- ゲーリー・ハート（WCCW時代のブッカー）
- キラー・カーン（WCCW時代の用心棒）
- キング・パーソンズ（ブラックバーズのメンバー）
- ダイヤモンド・ダラス・ペイジ（WCW時代の初期マネージャー）
- ビッグ・ダディ・ディンク（WCW時代の後期マネージャー）
- バッドストリート（WCW時代のサポートメンバー）

## 影響下のタッグチーム
- ファビュラス・クリーバーズ（The Fabulous Creebirds） : 2006年、AWE（Action Wrestling Entertainment）にてドニー・ダグラスとケビン・チェビーが結成。2009年にはチェビーからビリー・ブレイズへメンバーが変更している。
- ファビュラス・フリーボディズ（The Fabulous Freebodies） : 2014年7月、OVWにてザ・ボディガイとビッグ・ジョンが結成。